# مسجد الأندلس (انداله)
مسجد الأندلس هو مسجد يقع في منطقة رقم 56 جالان تاري في بلدة تاري من المنطقة الشرقية من بادانغ غرب سومطرة في إندونيسيا، يقف المسجد على مبنى من طابقين على أرض مساحتها 1200 متر مربع، مع لون أخضر يهيمن على ملامح المأذنة، وللمسجد بوابة واحدة في الجهة الجنوبية.

## إعادة البناء
يعد المسجد واحد من 608 وحدة من دور العبادة في الغرب، والتي تضرر بشدة من جراء زلزال بقوة 7.9 مقياس ريختر في عام 2009، ونظرا للحالة المقلقة للمبنى، قرر هدم المسجد وبالتالي تم تعطيل نشاط الصلاة في هذا المسجد لبعض الوقت، وأجري إعادة بناء المسجد من بعد ذلك بوقت قصير، وقد بدأ الإعمار مع وضع حجر الأساس في التاسع والعشرين من شهر نيسان عام 2010، وبلغت تكلفة بناء المسجد 3،25 مليار روبية في عام 2012 وافتتحه وزير الاتصالات والمعلومات الاندونيسي في التاسع من شهر مارس عام 2012 .